# Joseph Ekani Belinga
Joseph Ekani Belinga (* 23. Juni 1989) ist ein kamerunischer Gewichtheber.

## Karriere
Belinga erreichte bei den Afrikameisterschaften 2008 den fünften Platz in der Klasse bis 62 kg. 2009 gewann er bei den Afrikameisterschaften in Kampala die Bronzemedaille. Bei den Afrikameisterschaften 2010 wurde er bei der Dopingkontrolle positiv getestet und für zwei Jahre gesperrt. Nach seiner Sperre wurde er bei den Commonwealth Games 2014 in Glasgow Neunter in der Klasse bis 69 kg. Bei den Afrikaspielen 2015 in Brazzaville erreichte er den vierten Platz.